# Sergeant York
Sergeant York ist eine US-amerikanische Filmbiografie aus dem Jahre 1941 über Alvin C. York, einen US-Soldaten der im Oktober 1918 eine deutsche Kompanie gefangen genommen hat und dafür als Held gefeiert wurde und wird. Unter Regisseur Howard Hawks spielte Gary Cooper die Hauptrolle.

## Handlung
Alvin wächst in der Provinz auf und ist ein draufgängerischer Trunkenbold. Mit seinen jüngeren Geschwistern lebt er bei seiner Mutter, welche eine kleine Farm bewirtschaftet. Darüber hinaus jagt er gern in den umliegenden Wäldern und schlägt sich immer wieder mit anderen Säufern aus dem Dorf. Er beschließt, um die Hand von Gracie Williams anzuhalten. Diese nimmt seinen Antrag nach einigem Überlegen an. Als er eines Abends nach Hause reitet, schlägt der Blitz in seine Flinte ein. Er übersteht dies unversehrt und schreibt diese Tat Gott zu. Daraufhin beschließt er sein Leben nach der Bibel zu führen und auf Alkohol und Gewalt zu verzichten. Als es darum geht, sich für den Krieg bei der Armee zu stellen, versucht er mit Hilfe des Dorfpfarrers seinen Wehrdienst zu verweigern. Sein Antrag wird jedoch in allen Instanzen abgelehnt – Alvin muss einrücken.
Im Ausbildungslager findet er schnell Freunde und er stellt sich aufgrund seiner langjährigen Jagderfahrung als einer der besten Schützen der Armee heraus. Sein kommandierender Offizier möchte York daher befördern, stellt ihn aber auch wegen der versuchten Wehrdienstverweigerung zur Rede. York möchte die Beförderung zunächst nicht annehmen und erhält einige Tage Urlaub. Umgeben von der Natur seiner Heimat entschließt der sich für die Armee. Wenig später wird er nach Frankreich eingeschifft.
An der Front sieht er die Schrecken des Krieges, er sieht wie Kamerad um Kamerad fällt. Schließlich fallen seine Vorgesetzten und er muss die Führung der Kompanie übernehmen. Er leitet den Angriff auf einen Schützenhügel deutscher Soldaten. Viele seiner Männer fallen, doch er schaltet im Alleingang mehrere Maschinengewehre aus und nimmt mit seinen übriggebliebenen sieben Kameraden über 100 Deutsche gefangen.
Zurück in der Heimat wird er als Held gefeiert. Er bekommt mehrere Orden, auch von Frankreich und Italien. Er lehnt mehrere Angebote ab, Werbung zu machen, da er der Meinung ist, kein Geschäft aus dem Tod und Leid seiner Kameraden zu holen. Er kehrt in sein Dorf zurück und bekommt vom Staat Tennessee ein Haus und einige Hektar Land geschenkt. Dort lebt er mit seiner neuen Frau Gracie.

## Kritiken
„1941 von Howard Hawks als Beitrag zur psychologischen Vorbereitung auf den Kriegseintritt der USA gedreht, doch ohne Kriegsverherrlichung und Propaganda. Im Stil merklich veraltet.“

## Drehorte und Drehdauer
- Tennessee, USA[2]
- Burro Flats, Simi Hills, California, USA
- Warner Ranch, Calabasas, California, USA
- Bühnen 6, 9, 16 und 24, Warner Brothers Burbank Studios - 4000 Warner Boulevard, Burbank, California, USA

Drehdauer: 3. Februar 1941 – 1. Mai 1941 (88 Tage)

## Hintergrund
Das Drehbuch, an dem auch Sam Cowan mitarbeitete, basierte auf den Tagebucheinträgen von Alvin C. York, die von Tom Skeyhill für den Film überarbeitet wurden.
Der hochdekorierte Alvin C. York war zuerst gegen eine Verfilmung seiner Erlebnisse. Nach dem Ausbruch des Zweiten Weltkrieges gab er sein Einverständnis und sprach sich für Gary Cooper als Hauptdarsteller aus, der für seine Leistung mit dem Oscar als Bester Hauptdarsteller ausgezeichnet wurde.
Der Film der Warner Bros. wurde nie in bundesdeutschen Kinos gespielt. In der 1975 ausgestrahlten Fernsehfassung wurde Gary Cooper von Hartmut Reck synchronisiert.

## Auszeichnungen
- 1942: Oscarnominierung: Bester Film
- 1942: Oscarnominierung: Beste Regie
- 1942: Oscar: Bester Hauptdarsteller
- 1942: Oscarnominierung: Bester Nebendarsteller
- 1942: Oscarnominierung: Beste Nebendarstellerin
- 1942: Oscarnominierung: Bestes Originaldrehbuch
- 1942: Oscarnominierung: Beste Kamera in einem Schwarzweißfilm
- 1942: Oscarnominierung: Beste Ausstattung in einem Schwarzweißfilm
- 1942: Oscarnominierung: Bester Ton
- 1942: Oscar: Bester Schnitt
- 1942: Oscarnominierung: Beste Filmmusik in einem Drama
- 2008: Aufnahme ins National Film Registry